# Perdita gutierreziae
Perdita gutierreziae är en biart som beskrevs av Cockerell 1896. Perdita gutierreziae ingår i släktet Perdita och familjen grävbin. Inga underarter finns listade i Catalogue of Life.